# きよすあしがるバス

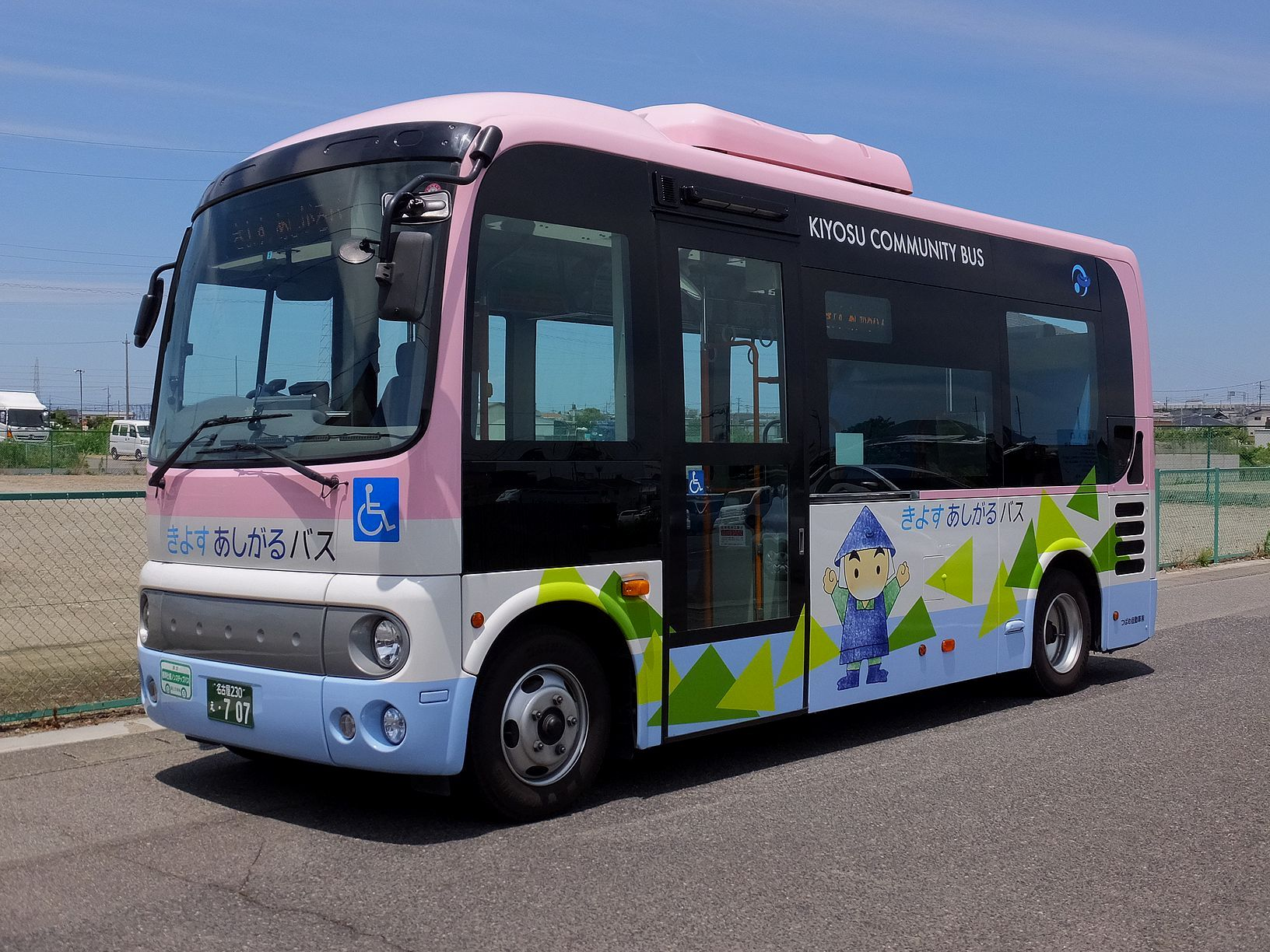
きよすあしがるバスの車両
サクラルート用の小型ノンステップバス
日野・ポンチョ（1ドアショートボディ）

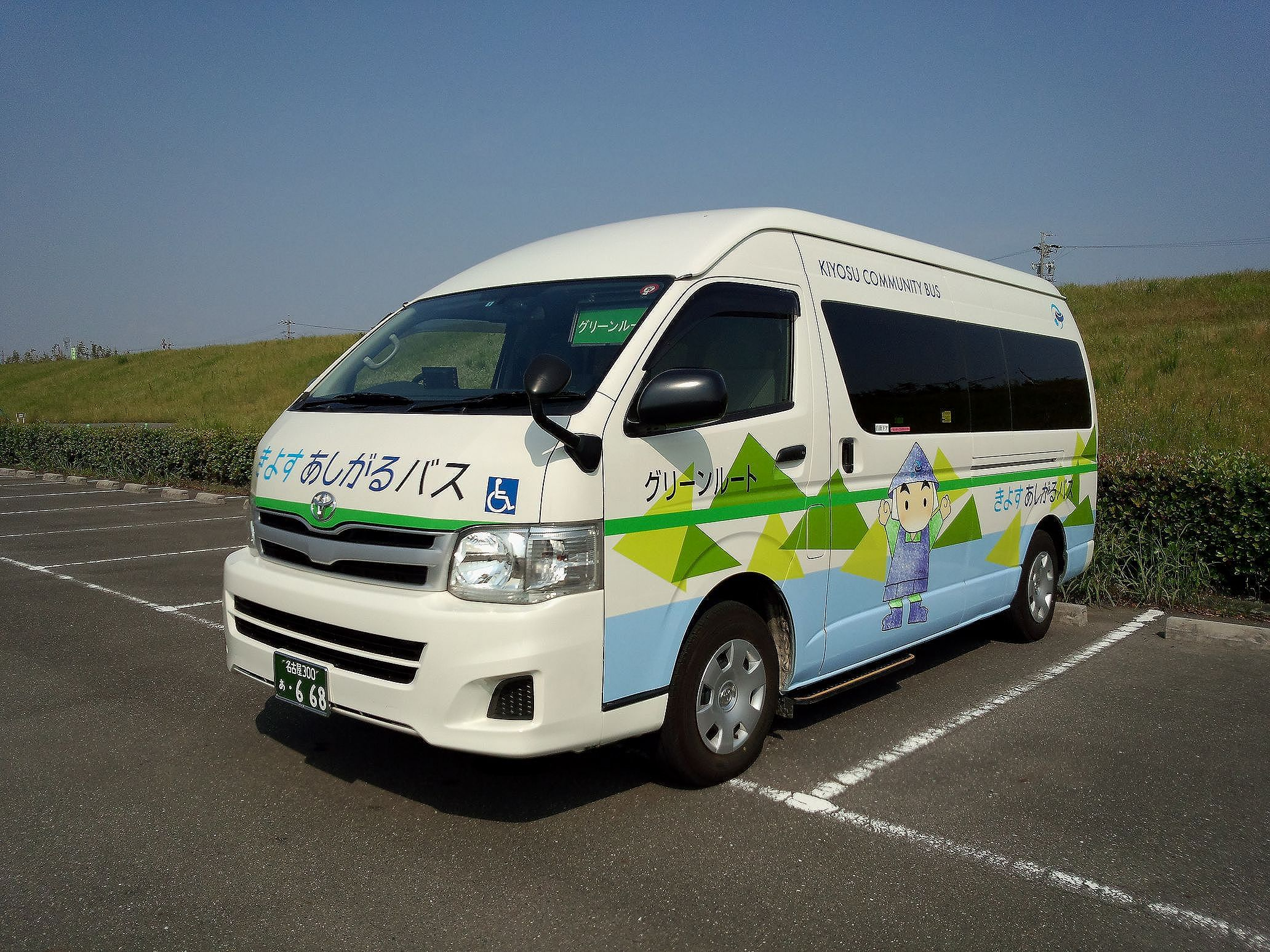
きよすあしがるバスの車両
グリーンルート用のワンボックスカー
トヨタ・ハイエース

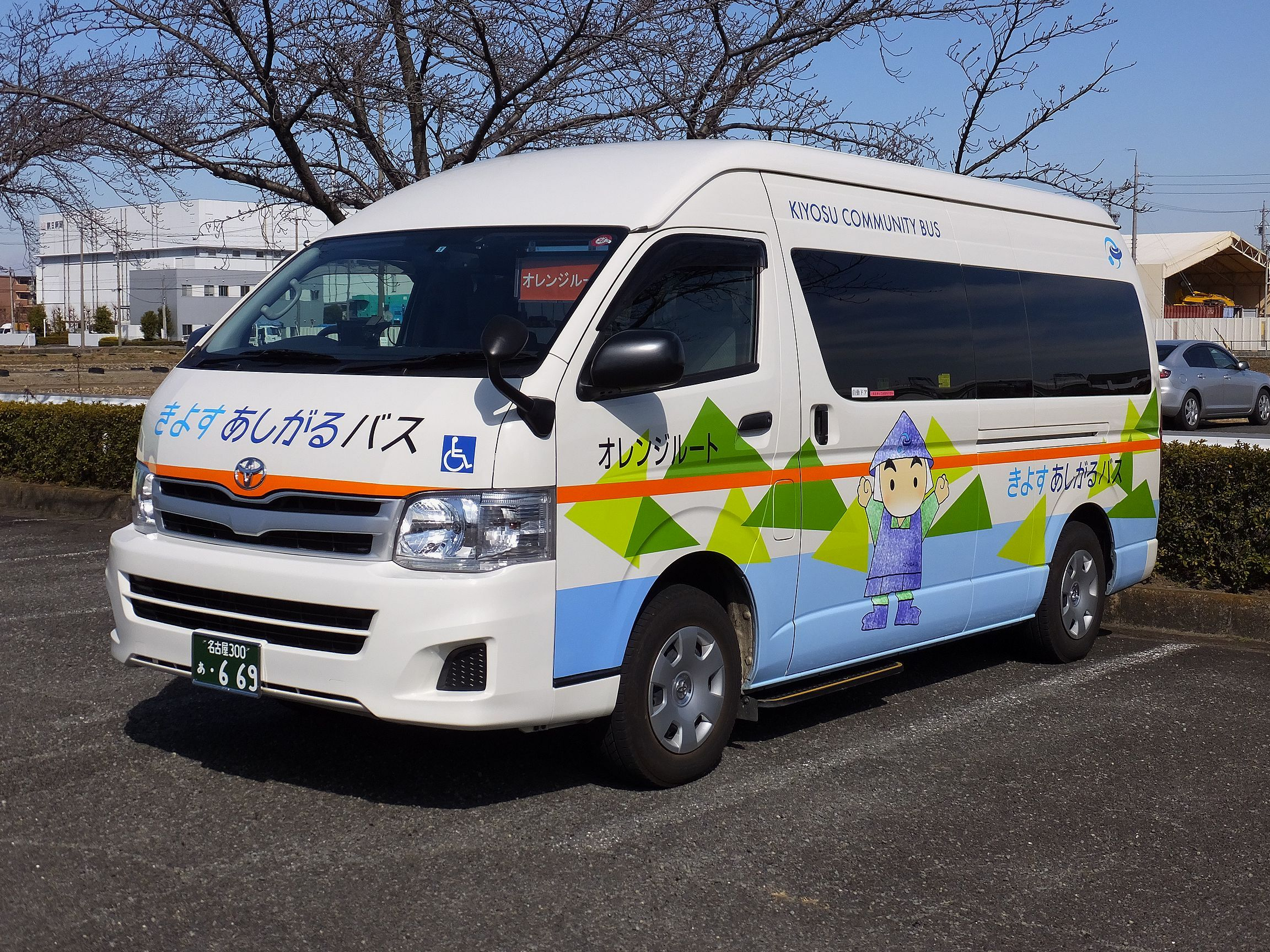
きよすあしがるバスの車両
オレンジルート用のワンボックスカー
トヨタ・ハイエース

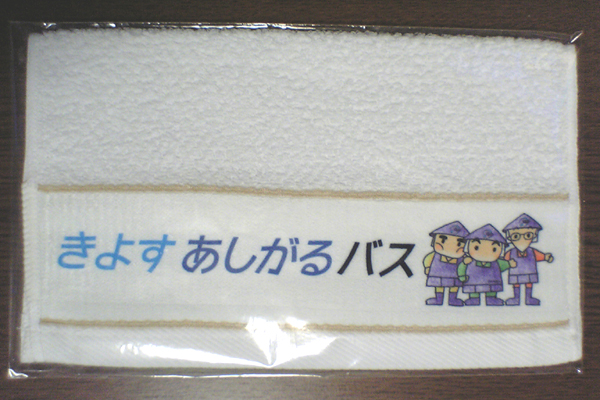
きよすあしがるバス乗車1万人達成の記念品

きよすあしがるバスは、愛知県清須市が運行するコミュニティバスである。愛知県名古屋市に本社を置くタクシー・バス事業者のつばめ自動車に運行を委託している。
2018年10月1日現在、オレンジルート、グリーンルート、サクラルート、ブルールートの4路線が運行されている。

## 概要
運行担当は清須市役所企画政策課。2006年10月10日の開業時には、オレンジルートとグリーンルートの2系統で運行開始した。翌2007年4月9日にダイヤ改正を行い経路変更した。同年5月10日には乗車1万人を達成し、記念品が配布された。
2009年10月1日のダイヤ改正で、春日地区を運行するサクラルートを新設した。
2018年10月1日には、春日地区を中心に循環運行するブルールートを新設した。
オレンジルートは1日6便（3往復）、グリーンルート・サクラルートは1日10便（5往復）運行している。年末年始（12月29日 - 1月3日）を除き、土休日も運行している。運行ダイヤに平日と土休日の区別はない。
乗合バスであるため、市民以外の乗車も可能である。ワンボックスカー（トヨタ・ハイエース）には降車ボタンが設置されていないため、乗車時に降車地のバス停留所を乗務員に伝える必要がある。

## 沿革
- 2006年（平成18年）10月10日 - オレンジルートとグリーンルートの2系統で運行開始。
- 2007年（平成19年）
  - 4月9日 - ダイヤ改正と経路変更を実施。
  - 5月10日 - 乗車1万人を達成。
- 2009年（平成21年）10月1日 - ダイヤ改正と経路変更を実施。春日地区にも運行開始、サクラルートを新設。
- 2016年（平成28年）
  - 3月25日 - オレンジルートでダイヤ改正。「ゆうあいリハビリクリニック」停留所を新設。
  - 4月1日 - 同日をもって乗継券を廃止するとともに、一日乗車券を導入。
  - 5月1日 - ダイヤ改正と経路変更を実施。サクラルートに「はるひ呼吸器病院」停留所を新設。
- 2018年（平成30年）10月1日 - 春日地区を中心に循環するブルールートを新設。

## 運賃・乗車券類
- 運賃は1乗車につき100円均一。大人・小人運賃は同一で、未就学児は運賃無料。
- 支払い方法は、乗車時に運賃箱に投入する前払い方式である。
- 各種障害者手帳提示による障害者割引などはない。
- 運行開始時には乗継券による乗継割引制度があったが、2016年4月1日をもって廃止された。その代替として、同日をより一日乗車券を200円で発売した（バス車内のみでの販売）。
- manaca、TOICAなどの交通系ICカードは利用できない。

## 車両
オレンジルート・グリーンルートでは、トヨタ・ハイエースコミューターを各ルート1台の計2台を使用する。
サクラルートでは、日野・ポンチョ（1ドアショートボディ）1台を使用する。
つばめ自動車が保有する車両を使用するため、専用車両の登録番号は名古屋ナンバーである（清須市を登録地とする自動車であれば尾張小牧ナンバーとなる。詳細は愛知運輸支局を参照）。